# Via浏览器
Via浏览器是中国程序员Tu Yafeng开发的一款轻量级免费Android网页浏览器。
Via浏览器由于使用了系统WebView而非自带浏览器内核，其占用体积比其他同类型浏览器小，但在功能上并没有缺失，具备一般手机网页浏览器所具有的功能。

## 反响
Via浏览器被《互联网周刊》评为2019新奇特APP 108将第35名。